# Шёдин, Джимми
Джимми Шёдин (швед. Jimmy Sjödin; 1 декабря 1977 года, Эльвдален или Эстерсунд, Швеция) — шведский прыгун в воду, участник Олимпийских игр 1996 года.

## Карьера
На Олимпийских играх 1996 года в Атланте, участвовал в двух дисциплинах: в прыжках с трёхметрового трамплина и десятиметровой вышки. В прыжках с трёхметрового трамплина он в квалификации набрал 339,93 балла, заняв 20-е место, не прошёл в полуфинал. Во второй дисциплине в полуфинале Джимми набрал 517,74 балла и оказался на 14-м месте, но этого не хватило для попадания в финал. 

## Личная жизнь
После завершения спортивной карьеры открыто признался в своей гомосексуальности и вступил в брак с бывшим немецким культуристом Патриком Хубером.